# Francesco Lasca
Francesco Lasca (Osimo, 29 maart 1988) is een Italiaans wielrenner die tussen 2012 en 2015 vier seizoenen reed voor Caja Rural-Seguros RGA. Sinds februari 2015 kwam hij echter niet meer in wedstrijden in actie. Eind december 2015 werd bekend dat Lasca last had van een peesontsteking in zijn rechterbeen. Een operatie om de pees te herstellen bracht geen grote verbetering.

## Overwinningen
2012
2e etappe Omloop van Lotharingen
2e etappe Ronde van Portugal
2013
Ronde van La Rioja
Puntenklassement Ronde van Castilië en León

## Resultaten in voornaamste wedstrijden
| Jaar | Ronde van Italië | Ronde van Frankrijk | Ronde van Spanje |
| ---- | ---------------- | ------------------- | ---------------- |
| 2013 |                  |                     | 140e             |
| 2014 |                  |                     | 156e             |
| 2015 |                  |                     |                  |

| Jaar | Ronde van Lombardije |
| ---- | -------------------- |
| 2013 |                      |
| 2014 | opgave               |
| 2015 |                      |

## Ploegen
- 2012 –  Caja Rural
- 2013 –  Caja Rural-Seguros RGA
- 2014 –  Caja Rural-Seguros RGA
- 2015 –  Caja Rural-Seguros RGA

Aramendia · Arroyo · Barbero · Benito · Bilbao · Carthy · Ferrari · Fraile · Gonçalves · Grijalba · Lasca · Madrazo · Mas · Molina · Pardilla · Parra · Prades · Sáez · Txurruka · Vilela · Jiménez (stagiair) · Murphy (stagiair) · Rosón (stagiair)